# TJB 프로야구

## 주파수 안내
- 대전광역시,세종시,금산군,계룡시,논산시,공주시,부여군 95.7MHz
- 서산시,태안군,당진시,보령시,청양군,천안시,아산시,예산군 96.5MHz